# Mynor Escoe
Mynor Javier Escoe Miller (San José, 6 de abril de 1991) es un futbolista costarricense. Juega como extremo izquierdo y su equipo actual es el Municipal Liberia de la Primera División de Costa Rica. 
Es conocido por sus regates y velocidad en el juego ofensivo, ya que puede desempeñarse tanto de extremo por la izquierda como delantero centro. Se formó como futbolista profesional en la cantera del Deportivo Saprissa, equipo que le ascendió al plantel principal en 2010, e inmediatamente siendo cedido al Brujas de la Primera División de Costa Rica. En el conjunto hechicero debutó oficialmente en febrero de ese año, donde pocos meses después regresó al club morado. El talento que mostró le permitió su primera salida al balompié europeo, para firmar en condición de préstamo con la reserva del Lorient francés. Permaneció una temporada y volvió al Saprissa en septiembre de 2011. Logró su debut como saprissista el 6 de noviembre, y en el periodo de 2011-12 alcanzó la cifra de 8 goles en 20 apariciones. A mediados de 2012 fue cedido por tercera ocasión, siendo el Royal Charleroi su nuevo equipo. Al término del año deportivo, fue vinculado nuevamente con los tibaseños y se coronó campeón del Torneo de Copa 2013, además del campeonato de Verano 2014, y los Inviernos 2014 y 2015. En agosto de 2016 fue prestado al Stabæk IF noruego para volver a inicios de 2017 al conjunto morado.
Como internacional con la selección costarricense, Escoe fue partícipe con la categoría Sub-20 en el Campeonato de la Concacaf de 2011, competición en la que alcanzó el segundo lugar, además de su desempeño en el Mundial de ese año.

## Trayectoria

### Inicios
Mynor Escoe es producto de la cantera del Deportivo Saprissa. A nivel inferior fue incluido en la nómina juvenil que participó en la Copa Internacional Chivas Comex 2009, la cual tuvo lugar en Guadalajara, de territorio mexicano. Posteriormente, el jugador fue alcanzando posiciones en el deporte tras los ascensos de acuerdo a su edad y fue promovido al plantel principal a inicios de 2010, esto sin haber debutado profesionalmente.

### Brujas F.C.
Una vez que fue ascendido, el club morado decidió enviarlo en condición de préstamo al Brujas, de la Primera División costarricense. En la jornada inaugural del Campeonato de Verano 2010, llevada a cabo el 17 de enero, los hechiceros hicieron frente al Santos de Guápiles en el Estadio "Cuty" Monge. Por su parte, Escoe no fue convocado para este compromiso y el resultado acabó en derrota con cifras de 0-2. El jugador esperó su debut hasta el 17 de febrero, en el partido de reposición de la fecha 2, en condición de visitante contra el Deportivo Saprissa. En esa oportunidad, Mynor tuvo su inicio oficial al entrar de cambio por Randy Cubero al minuto 58', mientras que el marcador culminó en pérdida de 1-0. En total contabilizó dos presencias a lo largo del torneo y su conjunto finalizó en el sexto puesto de la clasificación con 13 puntos.

### F. C. Lorient
El futbolista salió del país a mediados de 2010 para sumar su primera experiencia en el balompié europeo, siendo el Lorient de Francia su destino. En el contrato que firmó con el equipo, se especificó que Escoe formaría parte de los entrenamientos con la categoría absoluta, pero sus participaciones las realizaría con el grupo de la reserva. Su primera presentación fue el 4 de septiembre, donde su conjunto tuvo como rival al Stade Rennais juvenil en condición de visita. Mynor entró de relevo por Mathias Autret al minuto 85', y el desenlace del encuentro finiquitó en derrota 5-3. El 22 de abril de 2011, el delantero marcó su primer gol en la pérdida de 3-2 ante el Romorantin. Durante toda la temporada, Escoe sumó 16 presencias para un total de 512 minutos disputados. El 1 de septiembre de ese año se confirmó que el delantero no seguiría vinculado con el club, por lo que regresó al Saprissa, dueño de su ficha.

### Deportivo Saprissa
A partir del 4 de septiembre de 2011, el delantero quedó inscrito para participar en el Deportivo Saprissa, bajo la dirección técnica de Alexandre Guimarães. Su debut como saprissista debió esperar hasta el 6 de noviembre, en la jornada 20 del Campeonato de Invierno contra Puntarenas. Escoe apareció como titular con la dorsal «77», salió de cambio al minuto 59' por John Jairo Ruiz a causa de una lesión, y el marcador de 3-3 definió el resultado. Al término de la fase de clasificación, su equipo alcanzó el tercer lugar con 35 puntos, y por lo tanto avanzó a la etapa eliminatoria. En semifinales, los morados no pudieron trascender debido a la pérdida de 2-3 en el resultado agregado contra Alajuelense. Por otro lado, el extremo izquierdo contabilizó un total de tres presencias y en dos veces esperó desde la suplencia.

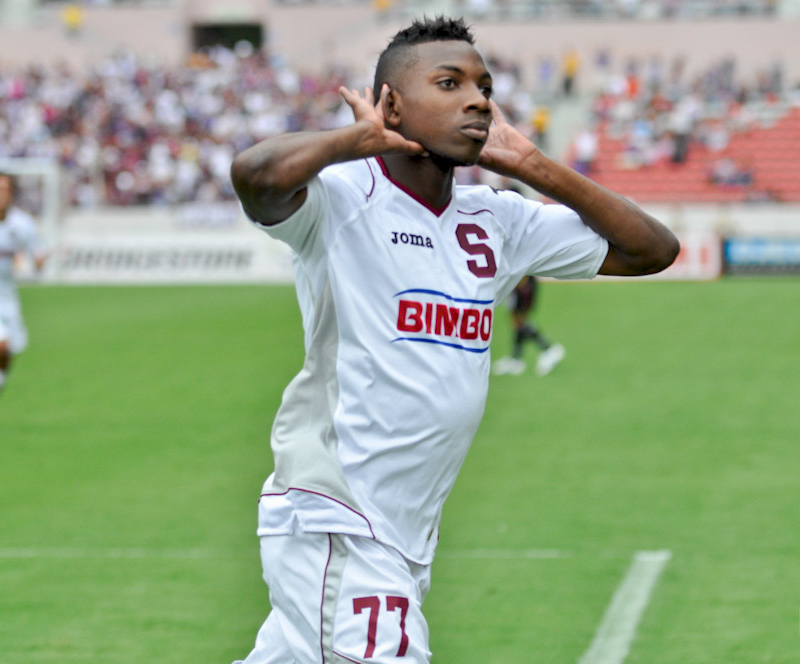
Escoe celebrando un gol contra Belén el 8 de abril de 2012.

Para el Campeonato de Verano 2012, las oportunidades de participación para el jugador se intensificaron. El 15 de enero fue el primer encuentro de los saprissistas, donde recibieron en el Estadio Nacional al Puntarenas. En esa ocasión, el futbolista esperó desde la suplencia y los goles de sus compañeros Gabriel Badilla, Manfred Russell y Luis Diego Cordero sirvieron para la victoria de 3-1. Su debut oficial lo tuvo en la jornada 3, en el triunfo 0-1 sobre el Santos de Guápiles. El 12 de febrero, en el clásico contra Alajuelense en el Estadio Morera Soto, Escoe ingresó de cambio al minuto 71' por Jairo Arrieta, y cinco más tarde logró el gol de la victoria 1-2. El 19 de febrero volvió a anotar, esta vez frente al Cartaginés. Concretó su tercer tanto del certamen en condición de visitante ante Belén, por la fecha 19, cuyo marcador culminó 2-4 a favor de los tibaseños. El 17 de abril, en el compromiso de su equipo contra Orión en el Estadio Nacional, Mynor mostró su mejor rendimiento y realizó cuatro anotaciones, para el triunfo con goleada de 1-5. El conjunto tibaseño acabó en el tercer puesto de la tabla con 36 puntos, por lo que clasificó a la ronda definitoria para el título. El 29 de abril fue la semifinal de ida en el Estadio Ricardo Saprissa, donde su club enfrentó al Santos de Guápiles. Al minuto 3', el delantero marcó el gol por la vía del penal que terminó siendo la diferencia en el resultado. Sin embargo, en la vuelta desarrollada el 5 de mayo en condición de visita, su grupo terminaría perdiendo con marcador de 1-0 y, a pesar de la igualdad en la serie, el rival avanzó a la última instancia por la ventaja deportiva que obtuvo en la fase anterior. Como consecuencia, la dirigencia tibaseña rescindió al entrenador Guimarães de su cargo. Estadísticamente, el atacante tuvo 20 presencias de las cuales consiguió 8 anotaciones, para un acumulado de 897 minutos disputados.

### Royal Charleroi S.C.
El 27 de julio de 2012, el equipo saprissista anunció oficialmente la salida de Escoe al Royal Charleroi de Bélgica. El futbolista firmó por un año en condición de préstamo. Su debut en la Primera División fue el 11 de agosto, correspondiente a la fecha 3 de la temporada 2012-13, en la cual su equipo tuvo como contrincante al Kortrijk en el Guldensporen Stadion. El atacante empezó como titular del estratega Yannick Ferrer, recibió tarjeta amarilla, salió de cambio por el congoleño Hervé Kage al minuto 46', y el resultado se consumió en victoria de 0-1, con gol de su compañero ghanés Abraham Kumedor. Al finalizar la liga, Mynor obtuvo un total de 12 apariciones, en cinco oportunidades esperó desde la suplencia, en 13 ocasiones quedó fuera de la lista de convocados, y alcanzó la cifra de 347 minutos de participación. El 17 de mayo de 2013 confirmó su regreso a la institución del Saprissa, club dueño de su ficha.

### Deportivo Saprissa
Su primera competencia vistiendo la camiseta morada fue en el Torneo de Copa 2013, precisamente en el partido de vuelta de los octavos de final, realizado el 10 de julio contra Guanacasteca. En ese compromiso se desempeñó como extremo izquierdo tras haber ingresado de cambio por Diego Madrigal al minuto 56'. Por otro lado, el marcador concluyó con victoria de 3-0 para obtener el 4-0 en el global. Cuatro días posteriores fue la ida de los cuartos de final ante el Uruguay de Coronado, en el Estadio El Labrador. Escoe en esta oportunidad fungió como interior izquierdo por 47 minutos, y las cifras de goleada 1-4 favorecieron a su conjunto. En el cotejo de vuelta efectuado de local en el Estadio Rosabal Cordero, su equipo volvió a triunfar y clasificó a la siguiente ronda. El 25 de julio marcó un gol en el empate 1-1 de visita frente al Cartaginés, por la ida de las semifinales. La vuelta fue seis días después y la igualdad de 2-2 obligó la serie a los lanzamientos de penal, los cuales clasificaron a su club a la última instancia. La final fue el 4 de agosto en el Estadio Nacional, donde su grupo tuvo como rival a Carmelita. Por su parte, Mynor apareció como titular del entrenador Ronald González y salió de cambio al minuto 66' por el delantero Ariel Rodríguez. El empate sin goles tuvo como consecuencia la definición del título mediante los penales, y el resultado de 4-2 declaró campeón a los saprissistas.
El atacante tuvo su regreso en la Primera División, en el compromiso disputado el 11 de agosto en el Estadio Nacional, contra el Pérez Zeledón por la jornada inaugural del Campeonato de Invierno 2013. Escoe marcó un «perfect hat-trick» (el primero de ellos al minuto 27' mediante un tiro con la pierna derecha, el segundo al 53' con el pie izquierdo, y el tercero de cabeza al 62'), y brindó una asistencia a Ariel Rodríguez para el resultado final con victoria de 4-2. El 1 de septiembre volvió a anotar, esta vez en el triunfo de goleada 4-1 sobre el Uruguay de Coronado. Su quinto gol del certamen lo realizó el 25 de septiembre ante Belén, para la ganancia de 2-0. El 6 de octubre, en el partido de su equipo frente a la Universidad de Costa Rica en el Estadio Ricardo Saprissa, Escoe salió de cambio al minuto 12' por Deyver Vega, a causa de una lesión. Poco después se confirmó que sufrió de una luxación de rótula de su pierna derecha, la cual requirió cirugía, por lo que el tiempo de recuperación sería de seis a nueve meses. Al término de la fase de clasificación, su conjunto avanzó a la ronda definitoria por el título como tercer lugar con 42 puntos. Las semifinales fueron de clásico ante Alajuelense, donde la ida concluyó en victoria de 1-0 y la vuelta en derrota con el mismo marcador. Sin embargo, los rivales fueron los que llegaron a la final debido a la ventaja deportiva que obtuvieron anteriormente.
La primera jornada del Campeonato de Verano 2014 se realizó el 12 de enero en el Estadio Ricardo Saprissa, donde su equipo tuvo como rival a Pérez Zeledón. El delantero no fue convocado por lesión y el marcador fue de pérdida 1-2. Los morados posteriormente fueron encontrando resultados positivos hasta obtener el primer lugar de la clasificación. En las semifinales su club hizo frente a la Universidad de Costa Rica; la ida culminó en empate de 2-2 y la vuelta en victoria de 2-0, avanzando a la última instancia. El 5 de mayo fue la final de ida contra Alajuelense en el Estadio Morera Soto, la cual quedó sin goles. Cinco días después fue la vuelta en condición de local; el único tanto de su compañero Hansell Arauz dio el título «30» a la institución saprissista.
En la edición de 2014 del Torneo de Copa, su equipo superó a los adversarios de Cariari, Santos de Guápiles y Limón por el grupo A, consolidando el liderato y a su vez avanzando a la siguiente etapa. Las semifinales fueron contra el Herediano y los empates a un tanto en visita recíproca llevaron la serie a los lanzamientos desde el punto de penal. Su equipo triunfó con cifras de 5-6. La final fue el 10 de agosto en el Estadio Nacional frente al Cartaginés. La ventaja momentánea de dos goles conseguida, mediante sus compañeros Ariel Rodríguez y David Ramírez, no fue bien aprovechada, provocando que el rival diera vuelta el resultado para el 3-2 definitivo. Con esto su club quedó subcampeón de la competición.
El 17 de agosto se desarrolló la jornada inaugural del Campeonato de Invierno 2014, en la que el Saprissa hizo frente al nuevo ascendido AS Puma Generaleña en el Estadio Nacional. Escoe no fue tomado en consideración para el compromiso, y el resultado concluyó en victoria de 4-2. Paralelamente su equipo también tuvo la competencia de la Concacaf Liga de Campeones, compartiendo la fase de grupos con el Real Estelí de Nicaragua y el Sporting Kansas City de Estados Unidos. El empate de 1-1 y la victoria de 3-0 sobre los nicaragüenses, acercaron a su conjunto a una posible segunda ronda. Sin embargo, la derrota de 3-1 en territorio norteamericano y algunos resultados negativos repercutieron en la rescisión del contrato del entrenador Ronald González. A partir del 30 de septiembre, el gerente deportivo Jeaustin Campos asumió el cargo de técnico. El 8 de octubre hizo su regreso en la victoria de 2-1 ante Belén. En la última jornada del torneo de la confederación, su grupo logró derrotar al Kansas con marcador de 2-0, para sellar un cupo en la etapa de eliminación. En el campeonato nacional, Mynor tuvo 11 apariciones, alcanzó dos goles y brindó 4 asistencias. Por otra parte, su club llegó de cuarto lugar con 41 puntos a la instancia definitoria por el título. En la semifinal de ida, el Saprissa enfrentó a Alajuelense que estableció el récord de 53 puntos, en condición de local. El tanto de su compañero Heiner Mora al minuto 90' fue suficiente para la victoria de 1-0. La vuelta se desarrolló el 8 de diciembre en el Estadio Morera Soto, juego en el que prevaleció el empate de 1-1. El resultado agregado terminó 1-2 a favor de los morados. Las finales fueron ante el Herediano; en la ida el futbolista no fue convocado y el triunfo fue de 4-2. Para la vuelta la igualdad de 1-1 confirmó la obtención del campeonato «31» para su equipo, y el segundo para Escoe.
En el Campeonato de Verano 2015, el jugador en ofensiva alcanzó un total de 12 partidos disputados y 2 goles concretados. Por otro lado, su conjunto no logró trascender a nivel internacional después de perder en cuartos de final contra el América de México. Además, los saprissistas no pudieron revalidar el título tras la pérdida en semifinales ante los manudos, con marcador global de 1-2.
Debido a las numerosas ausencias de muchos de sus compañeros por motivos de selección, su club hizo frente al Torneo de Copa con una escuadra mayoritariamente alternativa. La primera fase se llevó a cabo el 8 de julio, en la visita al Estadio Edgardo Baltodano. El rival fue Guanacasteca y el futbolista apareció como titular del entrenador Jeaustin Campos. Los goles de Ulises Segura y Keilor Soto sirvieron para el triunfo de 1-2. La segunda etapa se desarrolló cuatro días después contra Pérez Zeledón en el Estadio "Coyella" Fonseca. El empate de 0-0 prevaleció al término de los 90 minutos, por lo que los penales fueron requeridos para decidir el ganador. Mynor cobró exitosamente el sexto tiro, pero las cifras de 5-6 eliminaron a su conjunto de la competición.

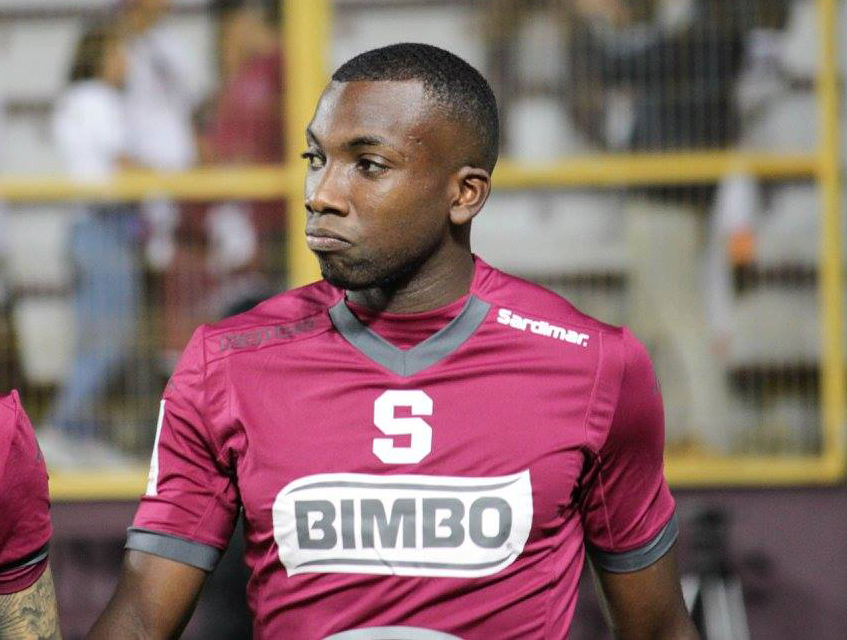
Mynor previo a un partido en octubre de 2015.

El 2 de agosto comenzó el Campeonato de Invierno 2015, donde su equipo visitó el Estadio Rosabal Cordero para tener como rival a Belén. Escoe participó un minuto y los goles de sus compañeros Deyver Vega y Ariel Rodríguez dieron la victoria de 0-2. El jugador fue tomado en cuenta para la primera fecha de la Concacaf Liga de Campeones del 20 de agosto, frente al W Connection de Trinidad y Tobago; partido que finalizó con victoria 4-0 y que actuó los 90 minutos. Cinco días después fue la segunda jornada contra el Santos Laguna de México. El tanto de tiro libre de Marvin Angulo y el gol en propia meta de Néstor Araujo hicieron que el resultado definitivo terminara con triunfo de 2-1. No obstante, el 16 de septiembre, los tibaseños perdieron contra el equipo trinitario con marcador de 2-1, lo que repercutió, al día siguiente, en la rescisión de los contratos de Jeaustin Campos y José Giacone del banquillo. Dos días después se confirmó a Douglas Sequeira como director técnico interino. El 20 de octubre fue la última del torneo de la confederación ante los mexicanos en el Estadio Corona. Mynor ingresó de relevo por Néstor Monge al inicio del segundo tiempo, anotó el gol del empate momentáneo al minuto 49' y el resultado terminó en derrota con goleada de 6-1, quedando su equipo fuera de la zona de los cuartos de final. El 26 de octubre se hizo oficial la incorporación del entrenador Carlos Watson. El 9 de diciembre, su club aseguró la clasificación a la siguiente ronda del torneo tras derrotar 5-0 a Liberia, llegando de tercer lugar en la tabla de posiciones. El partido de ida de las semifinales se dio en el Estadio Ricardo Saprissa contra el Herediano, efectuado el 13 de diciembre, cuyo marcador fue de victoria 3-0. A pesar de la derrota 2-0 en el juego de vuelta, su club avanzó con marcador agregado de 2-3. El encuentro de ida de la final se desarrolló el 20 de diciembre de local contra Alajuelense; el resultado terminó 2-0 a favor de Saprissa y su compañero Francisco Calvo marcó ambos goles a los minutos 57' y 67'. El último partido se realizó tres días después en el Estadio Morera Soto, donde Mynor fue suplente en el triunfo con marcador de 1-2. De esta manera, su equipo selló el campeonato y ganó de forma exitosa la estrella «32» en su historia. En total el futbolista contabilizó 12 apariciones y no sumó anotaciones.
La jornada 1 del Campeonato de Verano 2016 se efectuó el 17 de enero contra el conjunto de Belén, en el Estadio Ricardo Saprissa, con la responsabilidad de defender el título de campeón. Aunque su equipo empezó perdiendo desde el primer minuto del juego, logró remontar y ganar con marcador de 2-1, con goles de sus compañeros Daniel Colindres y David Ramírez; Escoe participó 65 minutos. Al término de la etapa regular de la competencia, su club alcanzó la segunda posición de la tabla, por lo que clasificó a la ronda eliminatoria. El 30 de abril se efectuó la semifinal de ida en el Estadio Morera Soto ante Alajuelense; el marcador terminó en pérdida de 2-0. El 4 de mayo, su equipo llegó a la vuelta con la responsabilidad de revertir lo ocurrido. No obstante, el resultado finalizó de nuevo en derrota, siendo esta vez con cifras de 1-3, sumado a esto que el global fue de 1-5. Con lo obtenido en la serie, su club perdió la posibilidad de revalidar el título tras quedar eliminados. El futbolista apareció en 17 juegos y marcó 6 goles.
En la primera fecha del Campeonato de Invierno 2016, su equipo hizo frente al recién ascendido San Carlos, el 16 de julio en el Estadio Nacional. Sus compañeros Ulises Segura, David Guzmán y Rolando Blackburn anotaron, pero el empate de 3-3 prevaleció hasta el final del juego. Mynor quedó en la suplencia. El 26 de julio viajó a Noruega para completar su traspaso con el SK Brann, y tras cinco días de pruebas se confirmó que no estaba en los planes del directivo Trond Egil Soltvedt, por lo que regresó al Saprissa. El 17 de agosto se hizo oficial la firma del delantero con el Stabæk IF noruego, por el resto del año deportivo en condición de préstamo, con alternativa de compra.

### Stabæk IF
Su debut en la Tippeligaen 2016 fue el 28 de agosto, en el compromiso de su equipo ante el Sogndal Fotball en condición de visita en el Fosshaugane Campus. Escoe entró como sustitución por Agon Mehmeti al minuto 60', y asistió a su compañero Birger Meling para el gol del empate 1-1 que terminó siendo definitivo. Estadísticamente, contabilizó 6 apariciones para un total de 341 minutos disputados. Por otra parte, su grupo quedó en el decimocuarto lugar con 31 puntos, por lo que enfrentó la promoción de la permanencia contra el FK Jerv. La ida fue el 30 de noviembre en el Levermyr Stadion, donde el resultado acabó en pérdida de 1-0. Para la vuelta que se disputó el 4 de diciembre, de local en el Nadderud Stadion, su conjunto revirtió la situación y ganó con cifras de 2-0, manteniendo la categoría. Una vez finalizada la temporada, Mynor volvió a Costa Rica, ya que no fue comprado por el club.

### Deportivo Saprissa
A partir del 16 de enero de 2017, Escoe se reintegró a las prácticas con el Deportivo Saprissa, equipo dueño de su ficha. La reanudación de la Liga de Campeones de la Concacaf, en la etapa de ida de los cuartos de final, tuvo lugar el 21 de febrero, fecha en la que su club recibió al Pachuca de México en el Estadio Ricardo Saprissa. El delantero no fue convocado y el trámite del encuentro se consumió en empate sin anotaciones. El 28 de febrero fue el partido de vuelta del torneo continental, en el Estadio Hidalgo. Las cifras finales fueron de 4-0 a favor de los Tuzos. El 5 de marzo, en el juego contra Carmelita en condición de local, Mynor tuvo su debut en el Campeonato de Verano tras ingresar de cambio por el uruguayo Fabrizio Ronchetti al minuto 72'. El único tanto de su compañero Daniel Colindres valió para la victoria de 1-0. El 12 de abril, en el áspero partido contra Pérez Zeledón en el Estadio Ricardo Saprissa, su club estuvo por debajo en el marcador por el gol del adversario en tan solo cuatro minutos después de haber iniciado el segundo tiempo. El bloque defensivo de los generaleños le cerró los espacios a los morados para desplegar el sistema ofensivo del entrenador Carlos Watson, pero al minuto 85', su compañero Daniel Colindres brindó un pase filtrado al uruguayo Fabrizio Ronchetti para que este definiera con un remate de pierna izquierda. Poco antes de finalizada la etapa complementaria, el defensor Dave Myrie hizo el gol de la ganancia 2-1. Con este resultado, los saprissistas aseguraron el liderato del torneo a falta de un compromiso de la fase de clasificación. A causa de la derrota 1-2 de local ante el Santos de Guápiles, su equipo alcanzó el tercer puesto de la cuadrangular y por lo tanto quedó instaurado en la última instancia al no haber obtenido nuevamente el primer sitio. El 17 de mayo se desarrolló el juego de ida de la final contra el Herediano, en el Estadio Rosabal Cordero. El delantero no vio acción en la pérdida de 3-0. En el partido de vuelta del 21 de mayo en el Estadio Ricardo Saprissa, los acontecimientos que liquidaron el torneo fueron de fracaso con números de 0-2 a favor de los oponentes, y un agregado de 0-5 en la serie global. El 29 de mayo se confirmó su salida del equipo, a través de la rescisión de su contrato.

### Universidad Técnica de Cajamarca
Escoe se mantuvo como agente libre por un periodo de casi dos meses. El 27 de julio de 2017 se hizo oficial su vínculo en la Universidad Técnica de Cajamarca, de la Primera División del Perú. Fue presentado formalmente el 1 de agosto y quedó habilitado para jugar bajo las órdenes del entrenador Franco Navarro.

## Selección costarricense

### Categorías inferiores

#### Eliminatoria al Campeonato Sub-20 de Concacaf 2011
El 23 de noviembre de 2010, el jugador participó en la Eliminatoria al Campeonato Sub-20 de la Concacaf del año siguiente. El primer encuentro se desarrolló ante Nicaragua, el cual finalizó 4-0 a favor de los costarricenses. Posteriormente enfrentaron a Panamá, pero el marcador acabó con derrota 1-0. La selección de Costa Rica obtuvo el segundo lugar de la tabla y disputó el repechaje contra El Salvador. Los juegos de ida y vuelta terminaron 1-0 y 1-1, con triunfo de los salvadoreños, pero por asuntos reglamentarios de la FIFA quedaron descalificados al alinear a un jugador que no estaba inscrito en esa nacionalidad, por lo tanto, la escuadra costarricense ganó la serie con cifras de 3-0 en ambos cotejos, y por consiguiente clasificaron al torneo regional.

#### Campeonato Sub-20 de la Concacaf 2011
El delantero fue tomado en consideración para actuar en el Campeonato Sub-20 de la Concacaf de 2011, bajo la dirección técnica de Ronald González. El equipo costarricense quedó cabeza de serie en el grupo C, con Guadalupe y Canadá. El 30 de marzo se disputó el primer encuentro frente a los guadalupeños en el Estadio Cementos Progreso, de Ciudad de Guatemala; Escoe participó los 90 minutos, utilizó la dorsal «7» y el marcador fue de 0-3, con triunfo. El resultado se repitió ante los canadienses en el
mismo escenario deportivo, donde el atacante marcó el tercer gol al cierre del cotejo. Con este rendimiento, los Ticos ganaron el grupo con 6 puntos y se consolidaron como líderes. Los cuartos de final se disputaron el 5 de abril frente a la Selección de Cuba en el Estadio Mateo Flores; Mynor fue titular, concretó un tanto por la vía del penal y su país triunfó con goleada de 6-1. Tres días después se dieron las semifinales, enfrentando al anfitrión Guatemala; esta instancia terminó con una nueva victoria 2-1, en la cual el jugador volvió a anotar. Por último, la final se llevó cabo el 10 de abril contra México, pero los costarricenses sufrieron una pérdida de 3-1. Con este resultado, la Sele obtuvo el subcampeonato del torneo y los pases hacia el Mundial de Colombia y los Juegos Panamericanos.
| Campeonato                | Sede      | Resultado  |
| ------------------------- | --------- | ---------- |
| Campeonato Sub-20 de 2011 | Guatemala | Subcampeón |

#### Mundial Sub-20 de 2011
El representativo de Costa Rica fue ubicado en el grupo C del Mundial de 2011, compartido con España, Australia y Ecuador. El 31 de julio fue el primer encuentro para el conjunto Tico, frente a los españoles en el Estadio Palogrande. Por otra parte, Mynor apareció como titular y salió de cambio al minuto 82' por Joshua Díaz, mientras que el marcador terminó en derrota con cifras de goleada 1-4. El 3 de agosto se disputó el segundo cotejo contra los australianos, en el cual Escoe jugó en el once inicial; el resultado acabó 2-3 a favor de la Sele. El último partido de la fase de grupos se dio ante los ecuatorianos; el atacante no vio acción en el compromiso debido a la suspensión por acumulación de tarjetas amarillas y su selección registró una pérdida de 3-0. Con este rendimiento obtenido, la escuadra de Costa Rica avanzó a la siguiente etapa dentro de los mejores terceros. En el Estadio Nemesio Camacho El Campín de Bogotá, se desarrolló el 9 de agosto el juego por los octavos de final contra el anfitrión Colombia; Escoe fue titular y anotó un gol al minuto 65', pero fue insuficiente ya que el marcador finalizó 3-2 a favor de los cafeteros. Con esto, Costa Rica quedó eliminado del mundial.
| Mundial                     | Sede     | Resultado        |
| --------------------------- | -------- | ---------------- |
| Copa Mundial Sub-20 de 2011 | Colombia | Octavos de final |

## Clubes
| Club                              | País       | Año               |
| --------------------------------- | ---------- | ----------------- |
| Brujas F.C.                       | Costa Rica | 2010              |
| F. C. Lorient                     | Francia    | 2010 - 2011       |
| Deportivo Saprissa                | Costa Rica | 2011 - 2012       |
| Royal Charleroi S.C.              | Bélgica    | 2012 - 2013       |
| Deportivo Saprissa                | Costa Rica | 2013 - 2016       |
| Stabæk IF                         | Noruega    | 2016              |
| Deportivo Saprissa                | Costa Rica | 2017              |
| Univ. Técnica de Cajamarca        | Perú       | 2017              |
| Tampico Madero                    | México     | 2018              |
| Club Sport Herediano              | Costa Rica | 2019              |
| Asociación Deportiva San Carlos   | Costa Rica | 2019              |
| Club Deportivo Mineros de Guayana | Venezuela  | 2020              |
| Limón Fútbol Club                 | Costa Rica | 2021              |
| Escorpiones de Belén Fútbol Club  | Costa Rica | 202-2023          |
| Municipal Liberia                 | Costa Rica | 2023 -actualmente |

## Palmarés

### Títulos nacionales
| Título                 | Club               | País       | Año  |
| ---------------------- | ------------------ | ---------- | ---- |
| Torneo de Copa         | Deportivo Saprissa | Costa Rica | 2013 |
| Campeonato de Verano   | Deportivo Saprissa | Costa Rica | 2014 |
| Campeonato de Invierno | Deportivo Saprissa | Costa Rica | 2014 |
| Campeonato de Invierno | Deportivo Saprissa | Costa Rica | 2015 |